# Certosa di Pavia

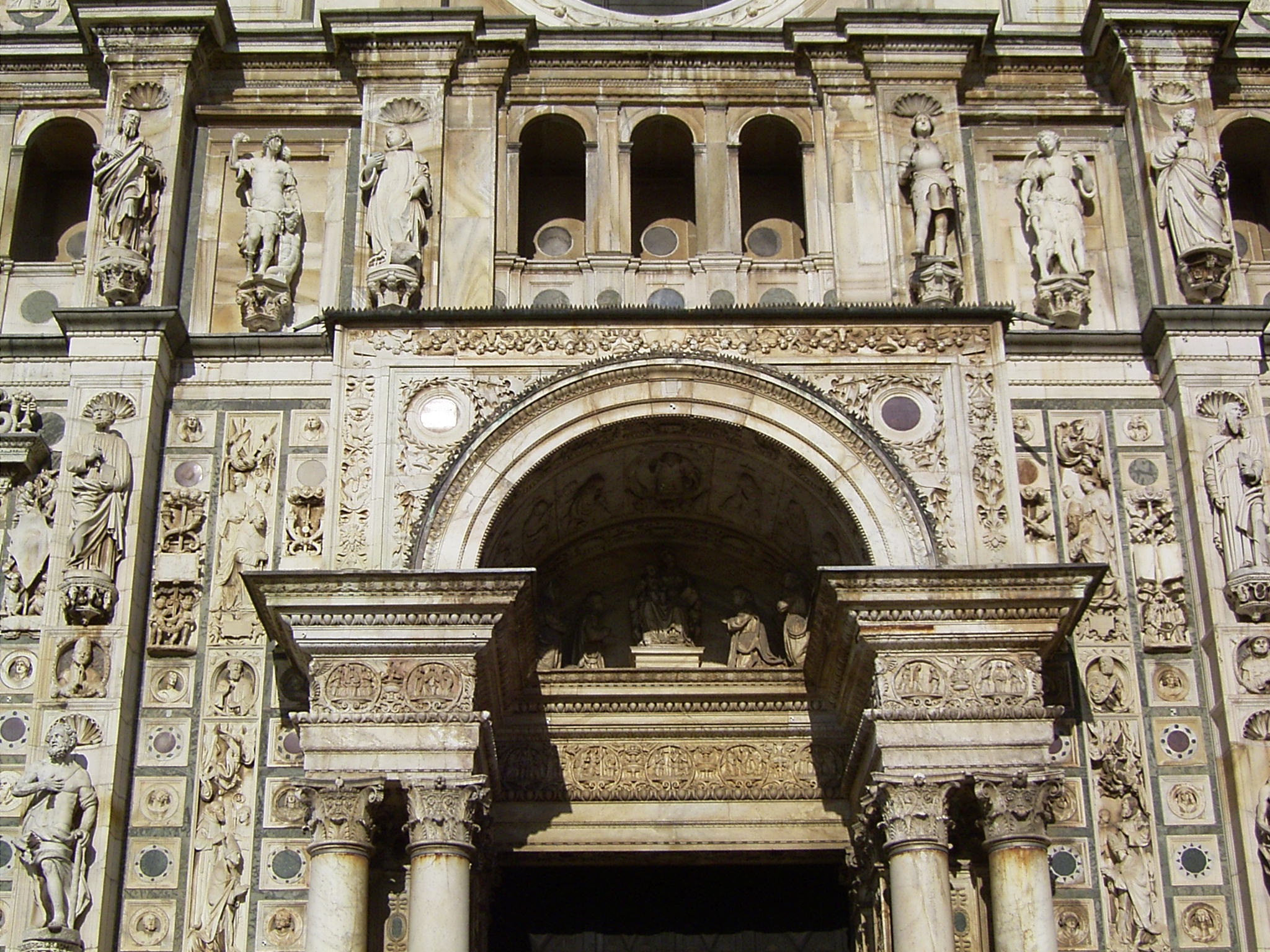

Certosa di Pavia – miejscowość i gmina we Włoszech, w regionie Lombardia, w prowincji Pawia.
Według danych na rok 2004 gminę zamieszkiwały 3273 osoby, 327,3 os./km².
Znajduje się tu zabytkowy zespół klasztorny przeznaczony początkowo dla kartuzów, w którym obecnie przebywają cystersi, zbudowany na polecenie Gian Galeazzo Viscontiego.